# Lublin
Lublin är en stad i sydöstra Polen med 343 144 invånare (2014), belägen 155 kilometer sydöst om Warszawa. Staden är huvudort i vojvodskapet Lubelszczyzna. Lublins flygplats ligger omkring 10 km öster om stadscentrum.

## Historia
Lublin uppstod som en länk i handelsvägarna från Östersjöområdet via Kiev till Svarta havet och erhöll stadsrättigheter 1317.
Bland stadens byggnader märks tre stadsportar, den gamla kungaborgen som länge fungerade som fängelse, ett dominikankloster grundat på 1300-talet samt domkyrkan från 1500-talet. Under Stora nordiska kriget låg den svenska armén i vinterläger från oktober 1702 till februari 1703 i trakten av Lublin. Den hade kommit från Kraków och lämnade Lublin för Warszawa.
Under första världskriget erövrades Lublin den 30 juli 1915 av österrikarna och blev säte för den österrikisk-ungerska militärförvaltningen i Polen. 1919 erhöll Lublin ett universitet.
Lublin klarade sig relativt väl undan förödelse under andra världskriget.
I Lublin tillverkades lätta lastbilar och skåpbilar av märket Lublin, tidigare Żuk.